# Municipio de Sugar Grove (condado de Mercer)
El municipio de Sugar Grove  (en inglés: Sugar Grove Township) es un municipio ubicado en el condado de Mercer en el estado estadounidense de Pensilvania. En el año 2000 tenía una población de 909 habitantes y una densidad poblacional de 29.0 personas por km².

## Geografía
El municipio de Sugar Grove se encuentra ubicado en las coordenadas 41°28′00″N 80°22′35″O / 41.46667, -80.37639.

## Demografía
Según la Oficina del Censo en 2000 los ingresos medios por hogar en la localidad eran de $36,010 y los ingresos medios por familia eran $41,250. Los hombres tenían unos ingresos medios de $33,750 frente a los $21,339 para las mujeres. La renta per cápita para la localidad era de $16,602. Alrededor del 8,5% de la población estaban por debajo del umbral de pobreza.